# A Parisian Romance
A Parisian Romance è un film muto del 1916 diretto da Frederick A. Thomson. Adattamento cinematografico del lavoro teatrale Un roman parisien di Octave Feuillet presentato in prima a Parigi il 28 ottobre 1882.
La commedia fu portata di nuovo sullo schermo con A Parisian Romance, una nuova versione sonora del 1932 diretta da Chester M. Franklin.

## Trama
Il barone Chevrial, un maturo libertino, sposa la giovane Therese Beauchamp, figlia di uomo d'affari. Il loro è un matrimonio di convenienza: la ragazza, benché ami Henri de Targy, è spinta da suo padre all'unione con il barone che, dal canto suo, non ha nessuna intenzione di rompere con la sua amante, una ballerina. Henri, l'innamorato di Therese, con il cuore spezzato, sposa la frivola Marcelle che diventa presto oggetto delle attenzioni del barone: La donna, respinto l'anziano viveur, scappa invece con un cantante d'opera ma, quando quest'ultimo l'abbandona, Marcelle si suicida. Anche Chevrial muore poco tempo dopo, durante un ricevimento dato per festeggiare il compleanno di Rosa, la sua amante. Finalmente liberi, Therese e Henri possono ora pensare a un futuro che li vedrà felici insieme.

## Produzione
Il film fu prodotto dalla Fox Film Corporation.

## Distribuzione
Il copyright del film, richiesto dalla William Fox, fu registrato il 9 gennaio 1916 con il numero LP7395.
Distribuito dalla Fox Film Corporation, il film uscì nelle sale cinematografiche USA il 9 gennaio 1916.